# III Sonata fortepianowa (Chopin)

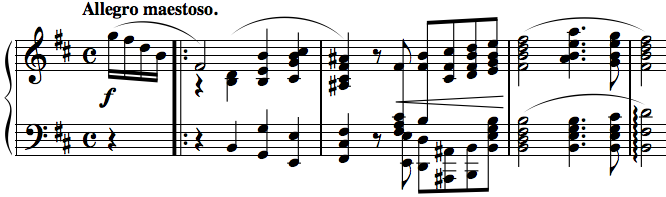
Początek Sonaty h-moll op. 58

Sonata fortepianowa h-moll op. 58 – trzecia sonata na fortepian skomponowana przez Fryderyka Chopina w 1844.

## Historia
Nad Sonatą h-moll Chopin pracował w okresie piątego pobytu w posiadłości George Sand w Nohant od 29 maja do 28 listopada 1844. W międzyczasie, w drugiej połowie lipca, Chopin przebywał w Paryżu z okazji przyjazdu jego siostry Ludwiki wraz z jej mężem Józefem, którzy udali się do Nohant 9 sierpnia, wyjechali zaś razem 28 sierpnia razem z Chopinem, który po ponownym krótkim pobycie w Paryżu wrócił do Nohant 3 września. 21 grudnia autor przekazał utwór, wraz z Berceuse Des-dur op. 57, wydawcy Maurice’owi Schlesingerowi, ten postanowił jednak zakończyć działalność wydawniczą. Oba dzieła zostały opublikowane 23 czerwca następnego roku w oficynie Meissonniera. Utwór dedykowany został hrabinie Émilie de Perthuis .
W praktyce koncertowej utwór stał się popularny w okresie międzywojennym. Sam kompozytor nie wykonywał op. 58 podczas swoich paryskich występów. Sonata wchodziła w skład repertuaru, który Jane Stirling grała podczas nauki u Chopina.

## Budowa
Utwór składa się z czterech części:
1. Allegro maestoso – allegro sonatowe[17]; metrum {\displaystyle {\tfrac {4}{4}}}[18]; 204 takty[17]
2. Scherzo (Molto vivace) – w formie ABA[17]; metrum {\displaystyle {\tfrac {3}{4}}}[18]; 216 taktów[17]
3. Largo – w formie ABA[17]; o charakterze nokturnu[19]; metrum {\displaystyle {\tfrac {4}{4}}}[18]; 120 taktów[17]
4. Finale (Presto, non tanto agitato) – w formie ronda[15][16]; metrum Parser nie mógł rozpoznać (SVG (MathML może zostać włączone przez wtyczkę w przeglądarce): Nieprawidłowa odpowiedź („Math extension cannot connect to Restbase.”) z serwera „http://localhost:6011/pl.wikipedia.org/v1/”:): {\displaystyle \tfrac{6}{8}}
[18]; 286 taktów[17]

Umieszczenie scherza jako drugiej części cyklu sonatowego jest typowe dla twórczości Chopina.

## Recepcja
Zdaniem Hugona Leichtentritta II temat z I części to „jeden z najpiękniejszych lirycznych pomysłów, jakimi fortepian poszczycić się może”.
Prace nad kompozycją zostały przedstawione przez Jarosława Iwaszkiewicza w utworze pt. Lato w Nohant.

## Nagrania
Sonatę op. 58 w całości nagrali m.in. Percy Grainger (1926), Alfred Cortot (1931), Moriz Rosenthal (1939), Alexander Brailowsky (1939), Dinu Lipatti (1946), Jacques Abram (1949), Heinrich Neuhaus (1950), Robert Casadesus (ok. 1950), Guiomar Novaes (ok. 1950), Alexander Uninsky (ok. 1950), Lew Oborin (ok. 1952), Victor Schiøler (ok. 1952), Witold Małcużyński (ok. 1953), Stefan Askenase (ok. 1953), Alexander Brailowsky (ok. 1955), Artur Rubinstein (ok. 1955), Adam Harasiewicz (ok. 1958), Claudio Arrau (ok. 1960), Jan Ekier (ok. 1960), Wilhelm Kempff (ok. 1960), Nikita Magaloff (ok 1965), Garrick Ohlsson (1970), Jeffrey Swann (1970), Alexis Weissenberg (ok. 1970), Martha Argerich (ok. 1970) i Vlado Perlemuter (ok. 1980).